# Filles de Maria Escolàpies
Les Religioses de les Escoles Pies o Filles de Maria, també conegudes com a Escolàpies, són una congregació religiosa femenina, institut religiós de dret pontifici. Les germanes que en formen part posposen al seu nom les sigles Sch.P.

## Història
La congregació fou fundada per santa Paula Montal i Fornés (1799-1889) el 1829 a Figueres, quan hi obrí una escola per a la instrucció de les noies, inspirat en l'obra de les Escoles Pies de Sant Josep de Calassanç. L'objectiu era oferir a les dones les mateixes possibilitats d'educació primària que llavors tenien els nens, que eren els únics que, habitualment, eren escolaritzats. En 1842 obre una segona escola a Arenys de Mar, poble de la fundadora.
Hi va prendre contacte amb els escolapis de Mataró, que van visitar l'escola de la Montal i, veient les possibilitats de la tasca d'aquestes escoles, van recomanar la fundadora que parlés amb Agustí Casanovas, escolapi de Sabadell. El 24 de setembre de 1846 s'entrevisten amb Casanovas. Tots dos veuen que el millor és partir de l'obra de Montal per a crear així una branca femenina de l'obra escolàpia, ampliant així a les nenes el carisma i els objectius de l'orde escolapi.
Amb Casanovas, van formar una nova congregació, les constitucions de la qual van estar inspirades en les de l'orde masculí. L'institut fundat per Paula Montal es convertia en part de la família escolàpia, amb el nom Institut de les Filles de Maria Escolàpies i el 2 de febrer del 1847 va ésser aprovat pel bisbe de Barcelona: Paula Montal i tres companyes van fer llavors la professió dels vots i van donar vida al nou institut. En 1860 van rebre el decretum laudis pontifici. La congregació es va estendre ràpidament i a la mort de la fundadora ja tenia 346 religioses en dinou col·legis.
En alguns pobles, les germanes són mestres titulars per oposició; en altres, mantenen escoles pròpies. Pot obtenir ingressos, ja que l'educació era gratuïta per a les famílies sense recursos, també admetien nenes de famílies que podien pagar, en una proporció d'una a set.

## Activitat i difusió
Les mares escolàpies es dediquen a la instrucció en escoles de tots els nivells, i a dirigir i mantenir col·legis i residències d'estudiants.
Són presents a Europa (Itàlia, Polònia i Espanya), a l'Àfrica (Guinea Bissau, Guinea Equatorial i el Senegal), a l'Amèrica (Argentina,  Brasil, Xile, Colòmbia, Cuba, República Dominicana, Equador, Mèxic, Puerto Rico i Estats Units d'Amèrica) i a l'Àsia (Japó, Filipines, Índia, Indonèsia i Vietnam). La seu general és a Roma.
Al final de 2005 la congregació tenia 732 religioses en 108 cases.